# 르노 플루언스
르노 플루언스(프랑스어: Renault Fluence 르노 플뤼앙스[*])는 프랑스의 르노가 생산, 판매했던 세단이다.

## 1세대(L38)

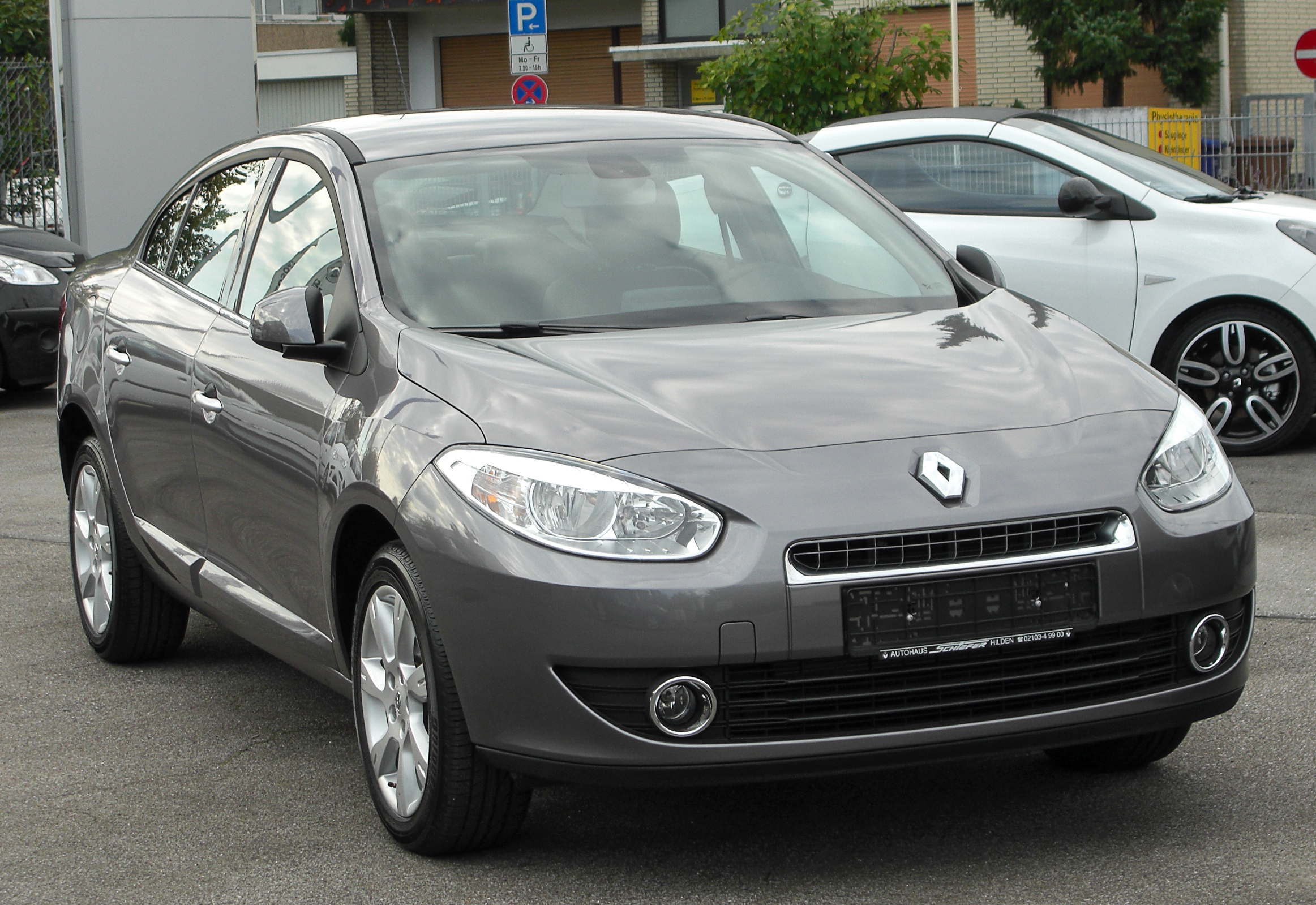
르노 플루언스 (전기형) 정측면

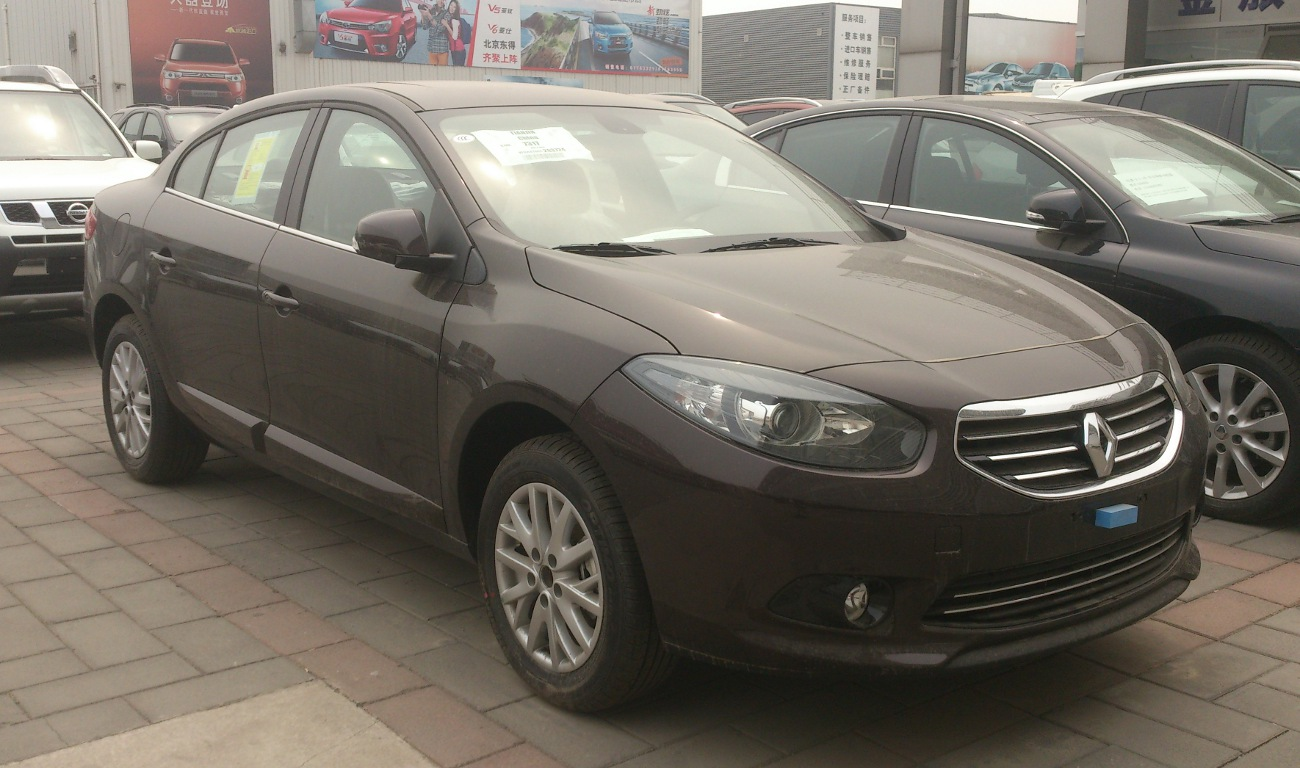
르노 플루언스 (중기형) 정측면

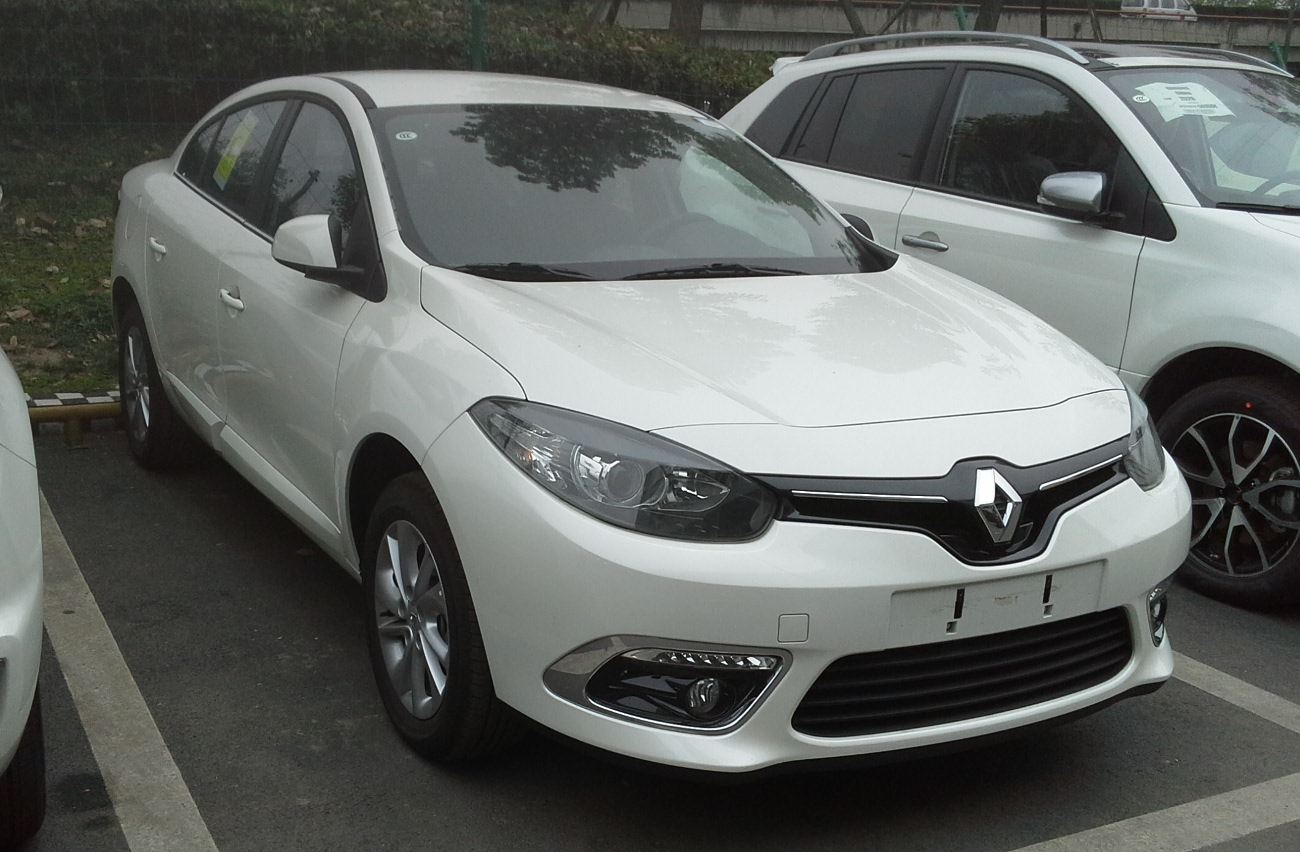
르노 플루언스 (후기형) 정측면

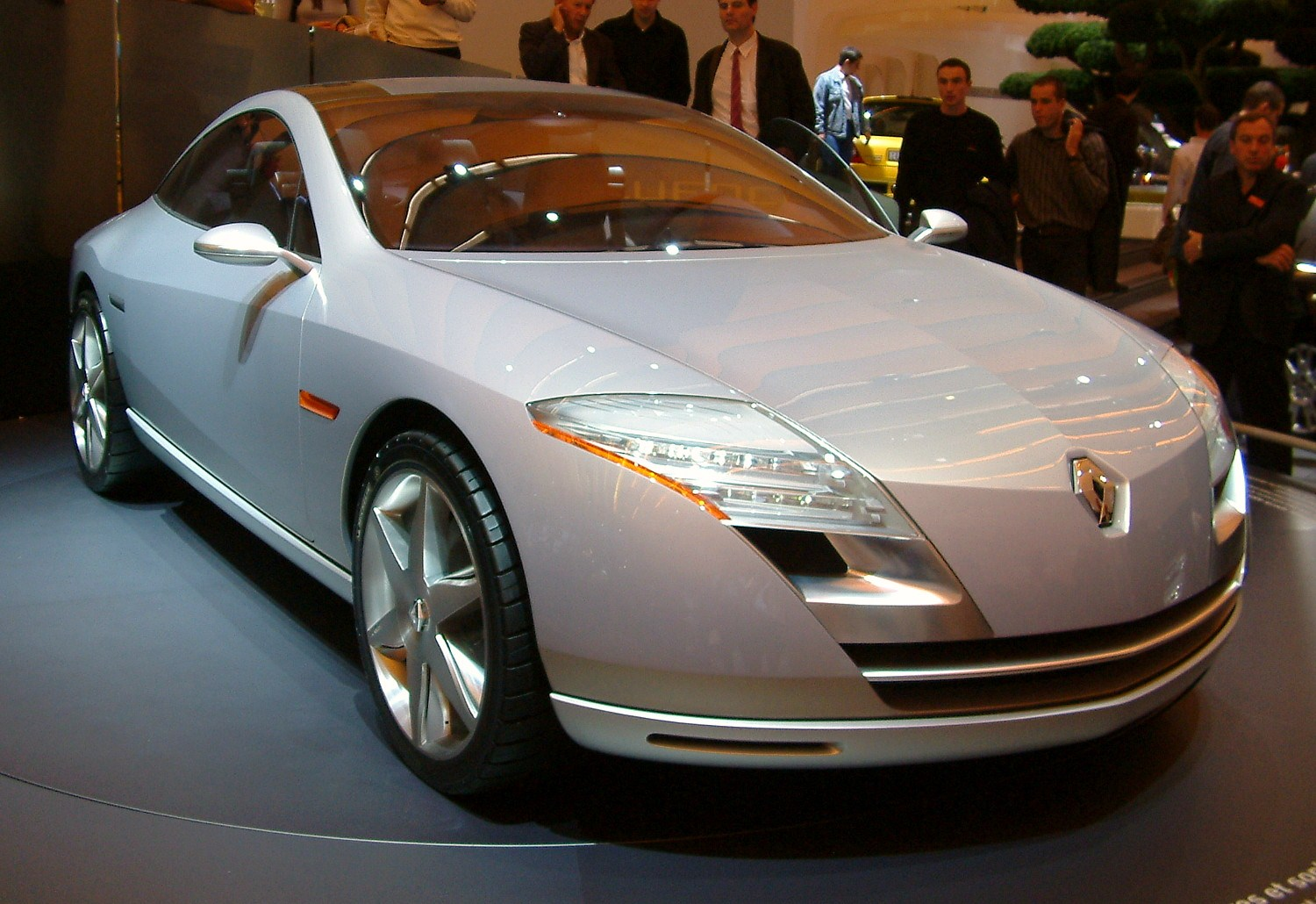
르노 플루언스 컨셉트카 정측면

2004년 파리 모터쇼에서 발표된 컨셉트 카의 차명으로 처음 알려졌다. 생산은 터키의 부르사에 있는 르노 공장에서 이뤄지나, 아랍에미리트나 쿠웨이트, 사우디아라비아, 오세아니아, 중국 등에 판매하는 건 대한민국의 부산광역시에 있는 르노삼성자동차 공장에서 이뤄진다. 메간(3세대)를 기반으로 한 르노삼성 SM3(2세대)와 동일한 차종으로, 라디에이터 그릴과 범퍼, 엠블렘 등이 다르다. 유럽 기준으로는 C 세그먼트에 해당되는 플루언스는 메간보다 크고, 라구나보다 작다. 2009년에 개최된 프랑크푸르트 모터쇼에 처음 공개되었으며, 그해 11월부터 터키를 시작으로 해 러시아, 루마니아 등에서 차례대로 출시되었다. 1.6 가솔린 엔진(H4M)과 2.0 가솔린 엔진(M4R), 1.5 디젤 엔진(K9K) 등이 마련되었다. 2012년에 르노삼성 SM3가 페이스 리프트를 거쳤고, 이에 맞춰 플루언스도 페이스 리프트를 거쳤다. 2016년 7월에 메간의 세단 모델이 부활되었음에도 불구하고 한동안 병행 생산·판매되었다.

## 플루언스 Z.E.
2009년에 개최된 프랑크푸르트 모터쇼에서 양산형 플루언스와 함께 전기자동차인 플루언스 Z.E. 컨셉트 카가 공개되었다. 서브 네임인 Z.E.는 Zero Emission을 의미한다. 양산형 플루언스 Z.E는 2010년 4월에 처음 공개되었으며, 모터와 리튬 이온 배터리를 탑재하기 때문에 전장이 기존 플루언스보다 130mm 늘어났다. 전기 모터는 95마력(70kW)의 최고 출력과 23kg.m(226Nm)의 최대 토크를 발휘하며, 리튬-이온 배터리를 충전은 6시간에서 8시간 정도가 소요되며, 급속 충전기 사용 시 30분으로 단축된다. 충전기 포트는 AC3상을 이용한다.

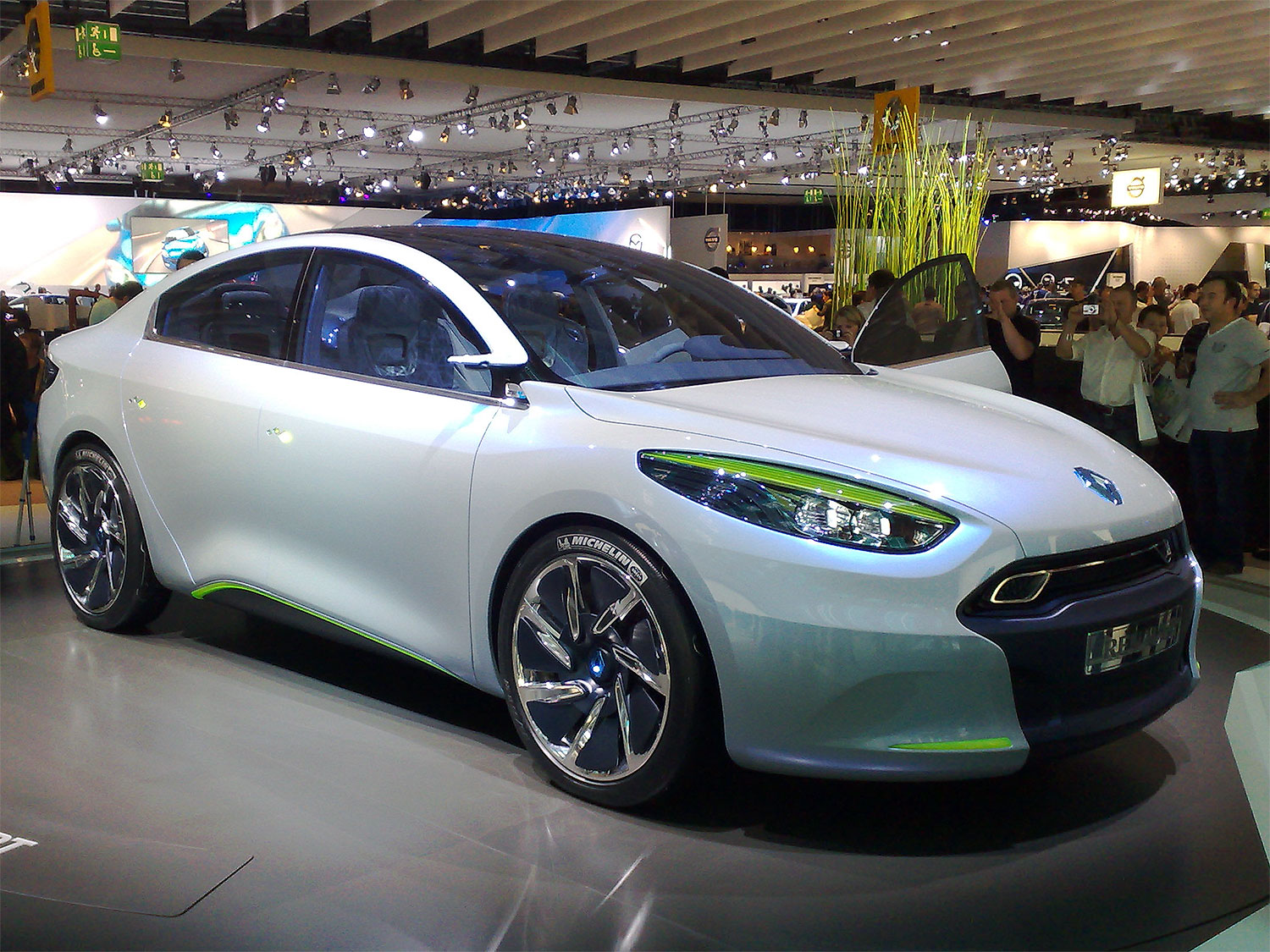
르노 플루언스 Z.E. 컨셉트 카 정측면
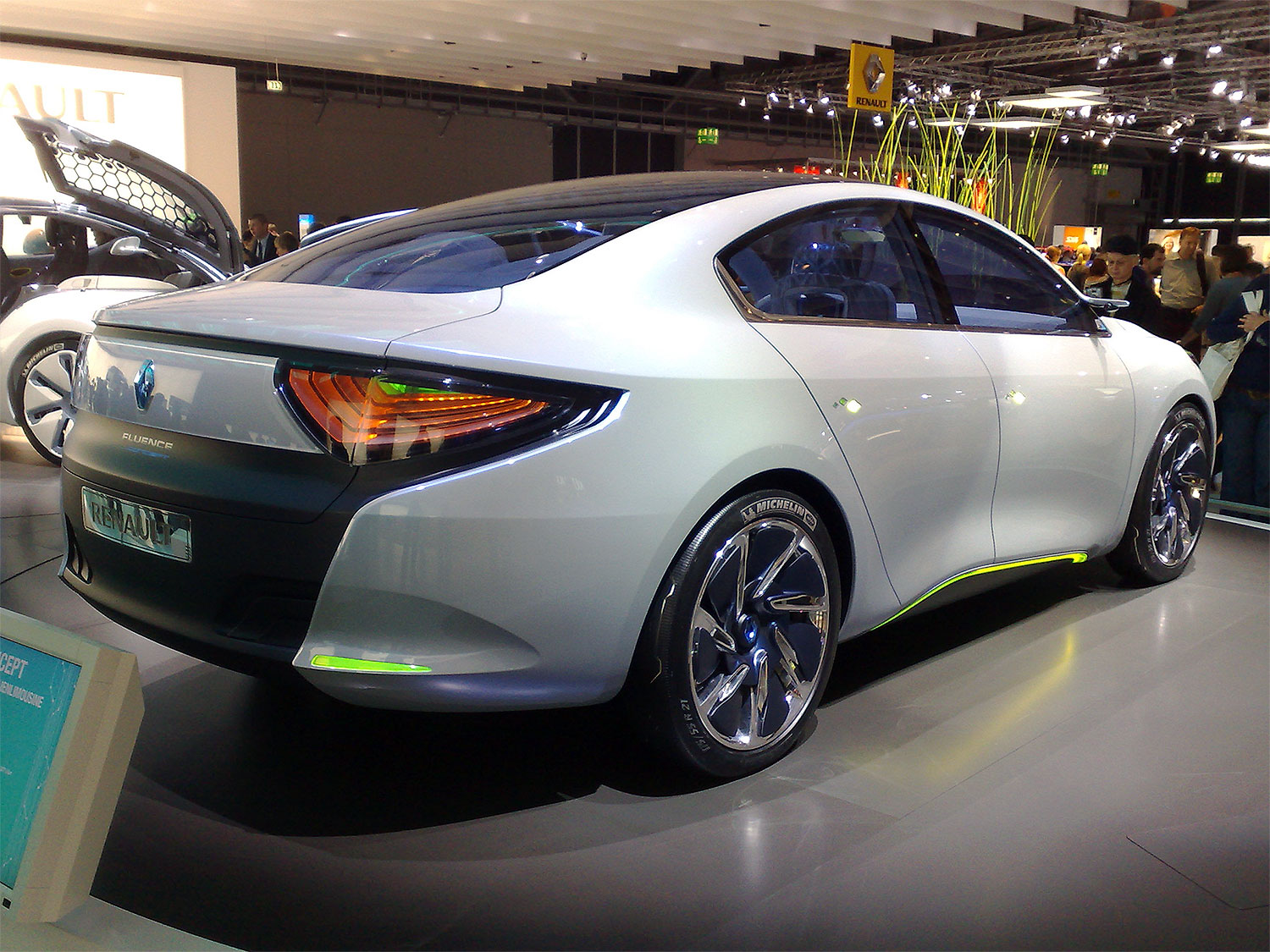
르노 플루언스 Z.E. 컨셉트 카 후측면
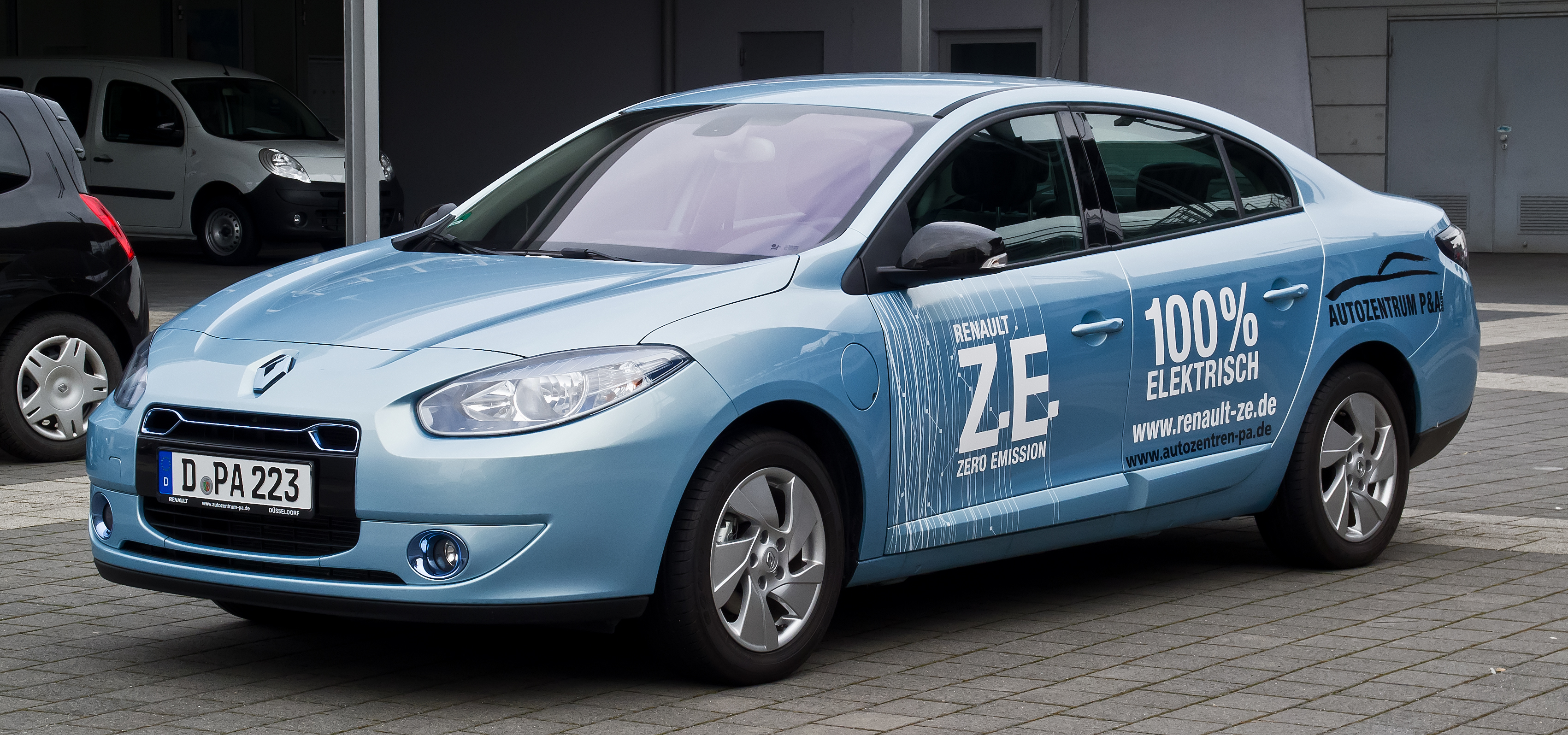
르노 플루언스 Z.E. 정측면
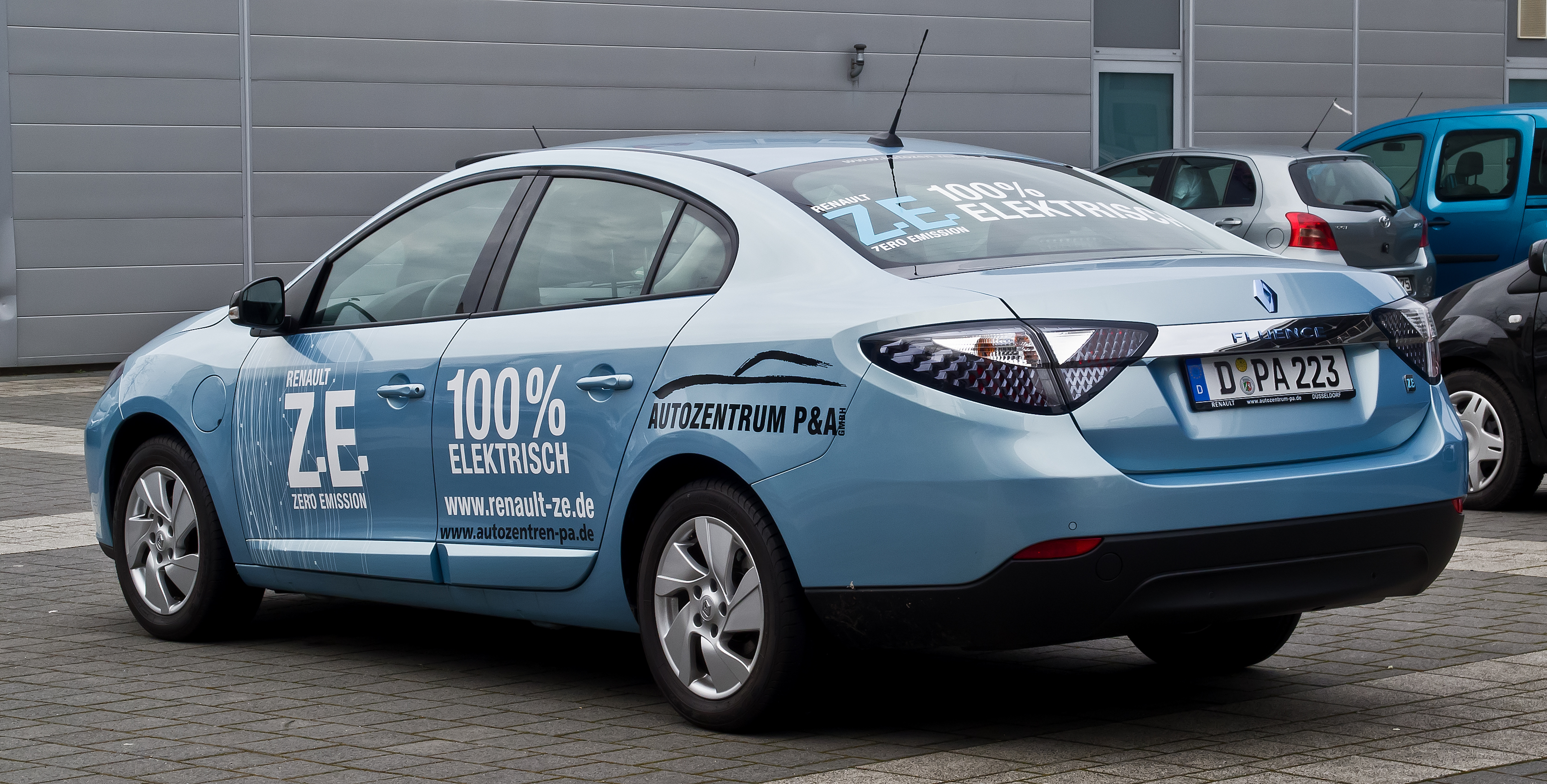
르노 플루언스 Z.E. 후측면

## 경쟁 차종
- 현대자동차 - 아반떼, i30
- 기아 - K3
- 쉐보레 - 크루즈
- 포드 - 포커스
- 혼다 - 시빅
- 토요타 - 코롤라
- 폭스바겐 - 제타, 골프
- 오펠 - 아스트라
- 푸조 - 308